# 野明弘幸
野明 弘幸（のあけ ひろゆき、1974年8月24日 - ）は、長野県出身の男性スピードスケート選手。1998年長野オリンピック、2002年ソルトレイクシティオリンピックスピードスケート日本代表。長野県岡谷南高等学校を経て日本体育大学卒業。

## 経歴
長野県諏訪郡原村に生まれた。世界ジュニア選手権では2位となり、1994年世界選手権では5位。1994年12月のISUワールドカップ男子1500mメートルでは、日本人選手初の中長距離種目優勝を飾った。
1995-1996年シーズンにはISUワールドカップ男子1500mで総合優勝を果たし、最終戦では1分50秒60の世界新記録を樹立した。
1998年長野オリンピック、2002年ソルトレイクシティオリンピックの代表となり、ソルトレイクシティオリンピック後に引退。現在は保健体育教諭として活動する傍ら、解説者としても精力的に活動を続けている。

## 主な戦績
- 1998年長野オリンピック男子1000m 25位[1]
- 1998年長野オリンピック男子1500m 7位[2]
- 1998年長野オリンピック男子5000m 25位[3]
- 2002年ソルトレイクシティオリンピック男子1000m 44位（転倒）
- 2002年ソルトレイクシティオリンピック男子1500m 15位